# Opistognathus longinaris
Opistognathus longinaris är en fiskart som beskrevs av Smith-vaniz 2010. Opistognathus longinaris ingår i släktet Opistognathus och familjen Opistognathidae. Inga underarter finns listade i Catalogue of Life.